# Malátawhisky

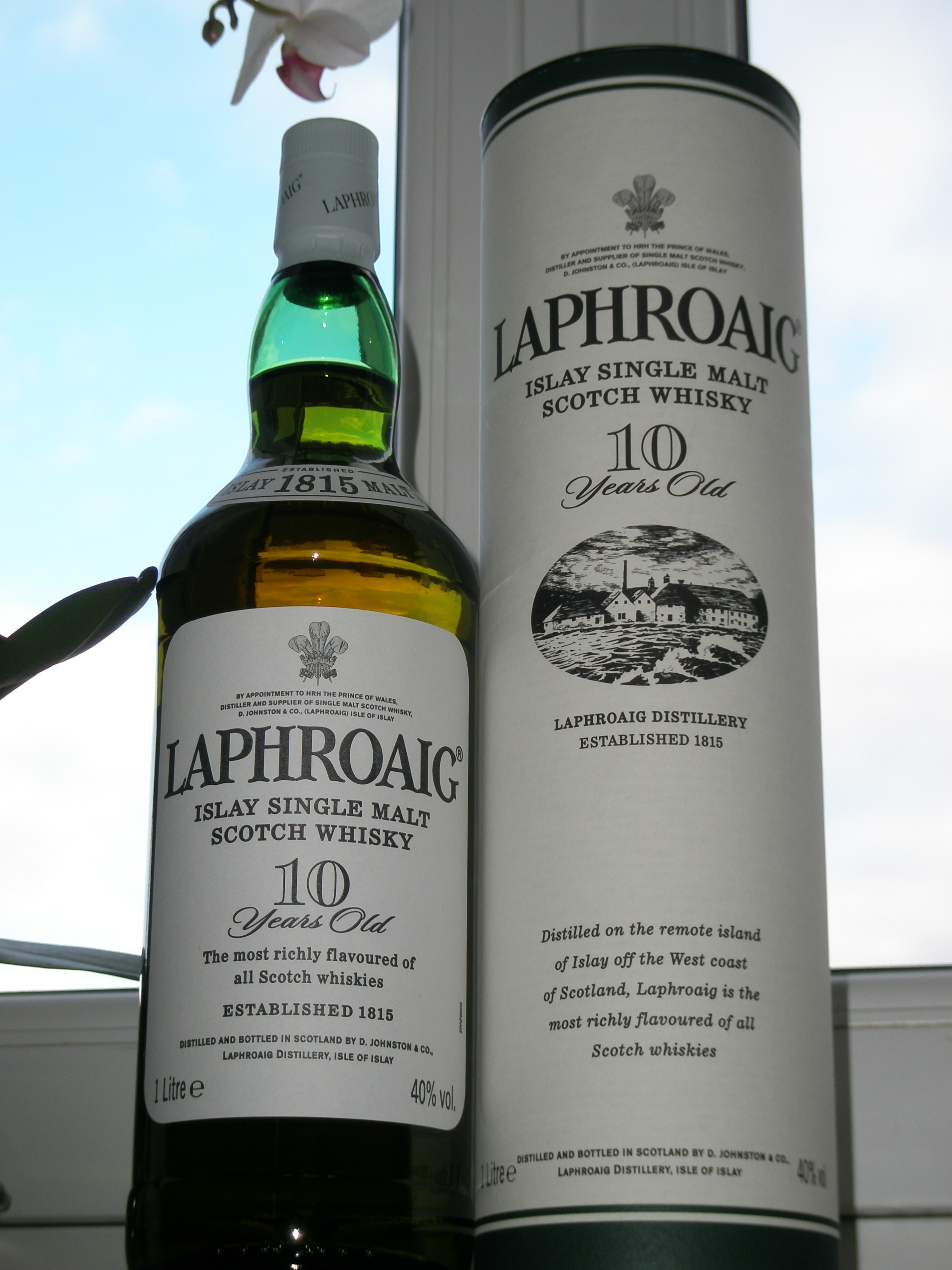
Laphroaig Single Malt Scotch Whisky az Islay whiskyrégióból

A malátawhisky vagy malt whisky malátázott árpából készített whisky. Másféle gabona malátájából készült whiskyt csak olyan országokban szabad „malátawhiskyként” címkézni, ahol a törvény nem szabályoz ilyen whiskyfajtát (Kanadában és Japánban, illetve az öt whiskynemzeten kívüli országokban). A legjobb minőségűnek tartott malátawhiskyk Skóciában, Írországban és Japánban készülnek, általában lepárlóüstben, azaz kisüsti eljárással.
Az amerikai malátawhisky egészen a közelmúltig ritka volt, és esetenként más gabonát is felhasználnak hozzá, mert a szabályozása csak 51% árpamalátát tesz kötelezővé a cefrében. A 100% árpamalátából készült amerikai malátawhiskyt pure malt whisky, illetve – az utóbbi években, skót mintára – single malt whisky néven is forgalmazzák. Az amerikai szabályozásban a rozsmalátawhisky (rye malt whisky) fogalma is létezik, ami a malátawhisky mellett külön törvényi kategóriát képez.

## Készítése

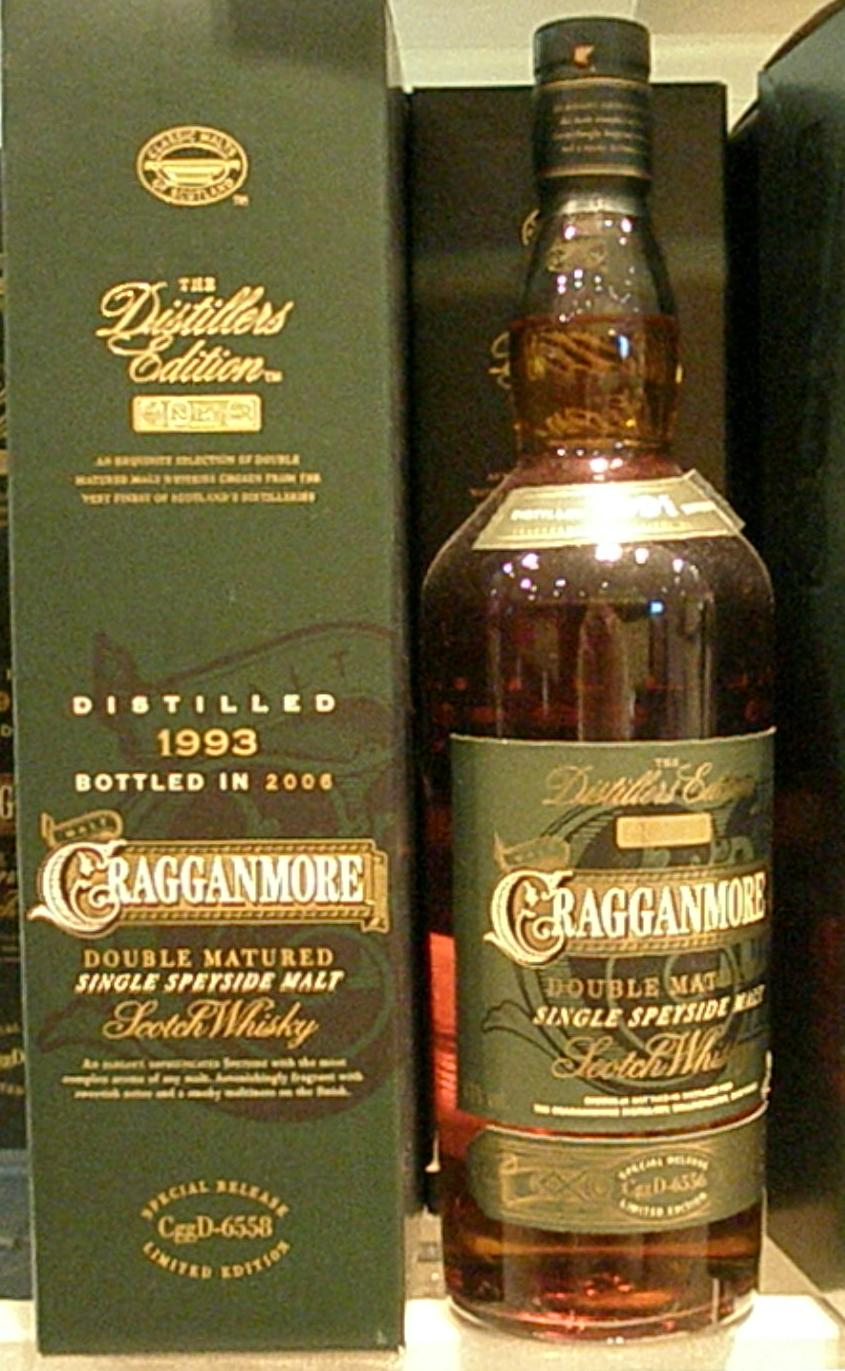
Cragganmore Single Speyside Malt, Double Matured, Scotch Whisky

### Malátázás
Az árpát – vagy rozst – először csíráztatni, azaz malátázni kell. A gabonaszemekben levő keményítő ugyanis nem alkalmas közvetlenül erjesztésre, a keményítőt először cukrokká kell lebontani. A csírázás során olyan enzim – diasztáz – keletkezik, amelyik katalizálja ezt a folyamatot. Az árpamalátában több diasztáz keletkezik, mint a rozsmalátában. A csíráztatás optimális ideje néhány nap, ekkor van a malátában a legtöbb enzim. Ekkor meg kell állítani a csírázást, amit szárítással érnek el. Írországban zárt terű kemencében szárítanak, ez több ízanyagot megőriz. Skóciában és Írországban is alkalmaznak egyes lepárlók tőzegfüstöt a szárításkor, ami enyhén vagy jobban füstízűvé teszi a malátát a füstben levő fenolok révén (peated whisky).

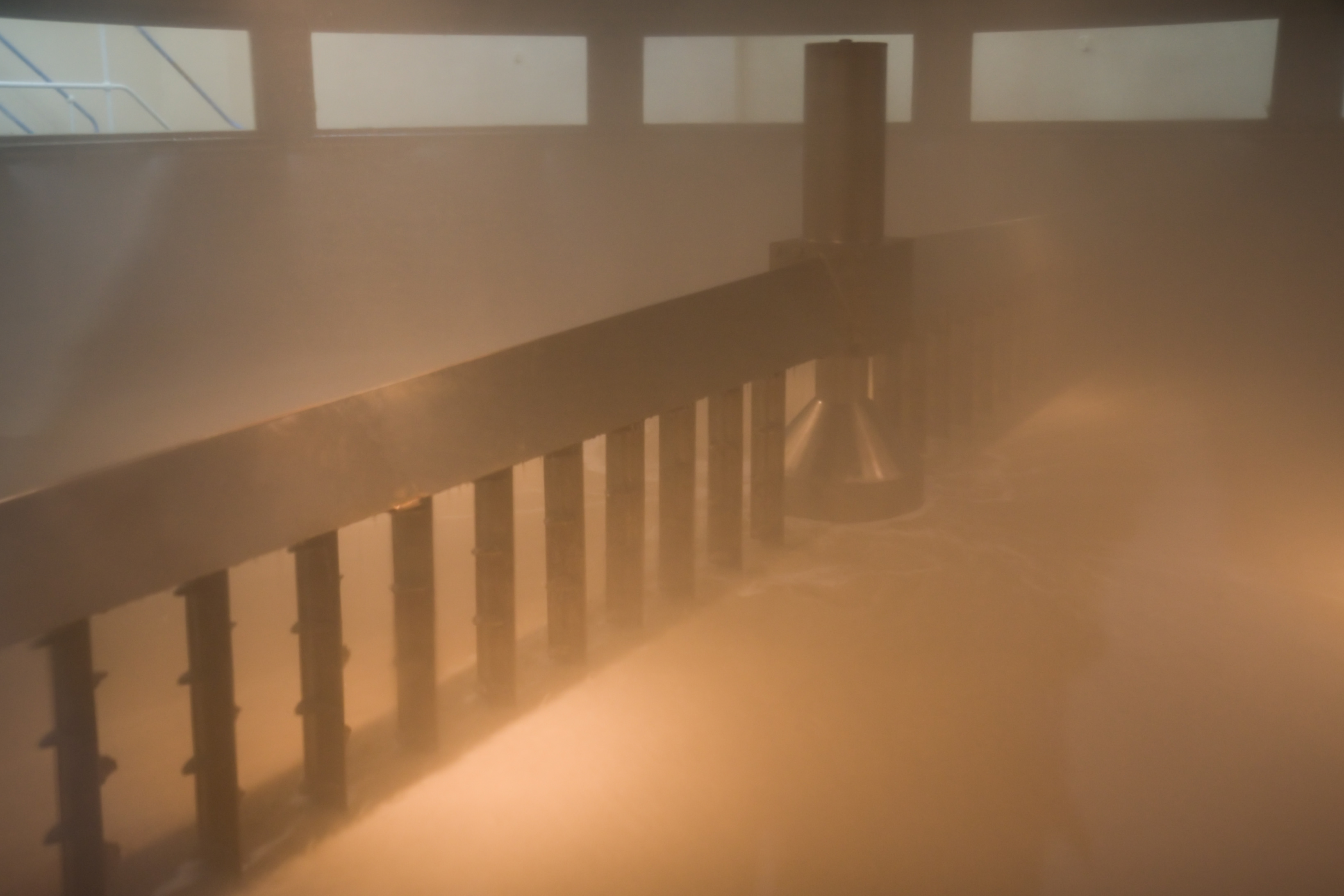
A Glenfiddich péptartálya

### Cefrézés és erjesztés
A szárított malátát megőrlik, majd vizet adnak hozzá és főzik. Ennek során a cukor kioldódik, a diasztáz pedig a még megmaradt keményítőt tovább bontja cukrokká. Az enzimes feltárás további ízanyagokkal is gazdagítja a malátawhiskyt. A folyamat néhány nap alatt lezajlik.
Az erjesztés általában hozzáadott élesztővel történik, amihez élesztőtenyészeteket tartanak fenn, de néhány lepárlóban az előző erjesztésből megőrzött erjesztett, ún. savanyúpépet használnak, ami a kenyérsütéshez használt kovász megfelelője a whiskykészítésnél. Ez azonos típusú erjesztőtenyészetet biztosít az egymást követő erjesztések számára.

### Lepárlás
A malátawhiskyt általában kétszer párolják le – Írországban háromszor, Skóciában egy helyen két és félszer – lepárlóüstben, és nem folyamatos lepárlással, mint a gabonawhiskyt. Ez a hagyományosabb megoldás valamivel kevésbé tiszta alkoholt nyújt, de ugyanezért több ízanyagot őriz meg. A lepárlómester ügyességén sok múlik az optimum megtalálásában, ezért a malátawhisky minősége helyfüggőbb, mint a gabonawhiskyé. Amerikában viszont egyszer párolják le lepárlóoszlopban, ami tisztább alkoholt ad, de több ízanyag veszik el, amit az érlelésnél pótolnak.

### Érlelés
Az érlelés általában tölgyfahordóban történik, országtól függően előírás szerint legalább 2-3 évig, de általában ennél hosszabb ideig. Skóciában használt hordót használnak, amiben előtte más szeszesitalt (sör, bor, bourbon whisky, calvados, cognac) tartottak, ez is differenciálja valamelyest a whisky végső ízét. Az íz még komplexebbé tétele céljából egyes whiskyket az érlelés során egyik típusú hordóból átteszik egy másik típusúba (kettős érlelésű, double matured). Amerikában viszont belülről kiégetett (karamellizált) új tölgyfahordókat kell használni, ami erősebben ízesít és így kompenzálja a lepárlásnál történt nagyobb ízvesztést.

## Single malt whisky

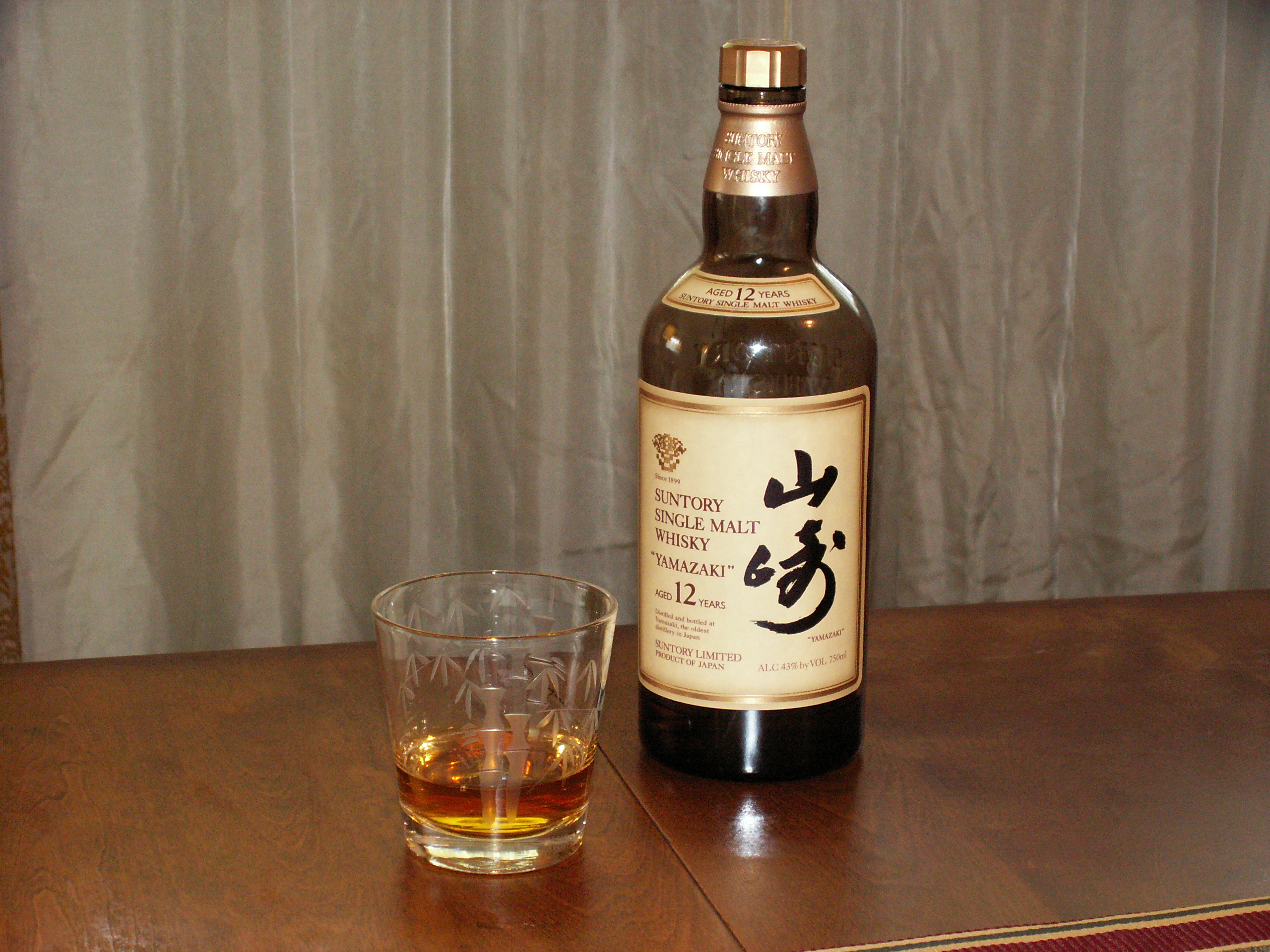
Suntory Single Malt Whisky 'Yamazaki' Japánból

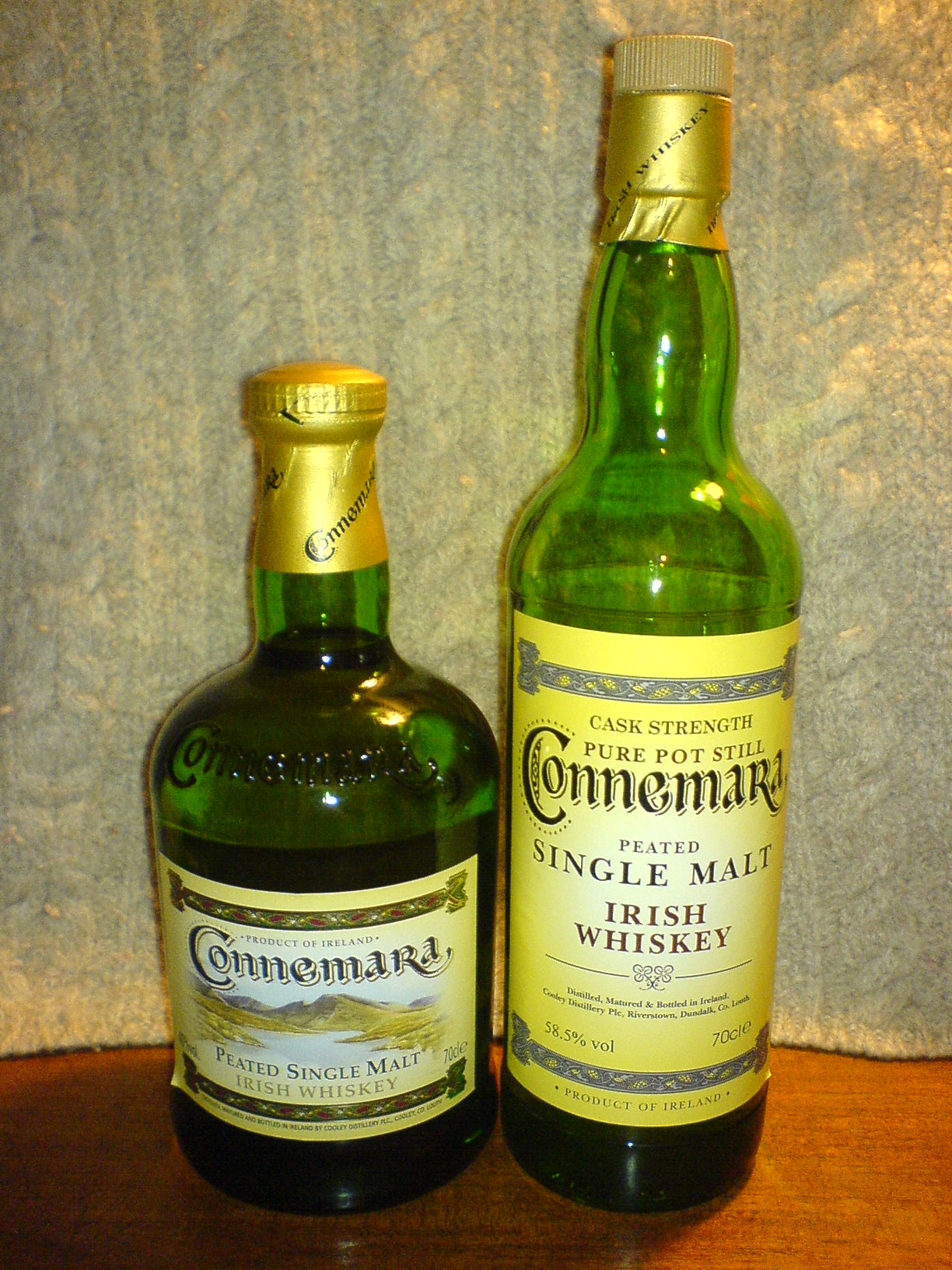
Cask Strength Connemara Peated Single Malt Irish Whiskey

Nagyon fontos típusa a malátawhiskynek a single malt whisky, azaz házasítatlan malátawhisky. Ez a megnevezés nem szigorúan vett keveretlenséget jelöl, hanem a malátawhisky házasítatlanságát egyéb (gabona-) whiskyvel, illetve más lepárlók malátawhiskyjével. A single malt whiskyben tetszőlegesen keverhető egy adott lepárlóhely bármely malátawhiskyje, azaz különböző párlatok, évjáratok és érlelések – a keverés célja azonban általában a természetes minőségi és jellegbeli ingadozás csökkentése. Eltérő korú malátawhiskyk keverékén a legfiatalabb whisky korát lehet feltüntetni a címkén, ezért a fiatal összetevőt is tartalmazó whiskyket általában kormegjelölés nélkül (no age statement) forgalmazzák.
Miután a single malt csak egyetlen lepárlóból származhat, ezért az ilyen whisky jellemző arra a lepárlóhelyre, ahol készült, és általában a lepárlóhely nevét viseli.
Skóciában készül a legtöbb fajta single malt whisky, közel százféle a 6 whiskyrégióban:
- Speyside whiskyrégió
- Islay whiskyrégió
- Campbeltown whiskyrégió
- Highland whiskyrégió
- Islands whiskyrégió
- Lowland whiskyrégió

Kanadában egy lepárló készít single malt whiskyt:
- Glen Breton Single Malt Whisky

Indiában néhány lepárló készít single malt whiskyt. Eddig piacra lépett:
- Amrut Indian Single Malt Whisky

2015-ben a tajvani Kavalan márkát a világ legjobb házasítatlan malátawhiskyjének nevezte a World Whiskies Awards.

### Single cask whisky
Sok lepárló az egyetlen hordóból származó single malt, ún. single cask, „egyhordós” whiskyt is forgalmaz. Ennek lényege, hogy válogatott hordók egyikéből származik, és nem keverik össze más hordók tartalmával. Ilyenkor a címke feltünteti, mikor desztillálták a whiskyt, mikor palackozták, összesen hány palackot, valamint a hordó és a palack sorszámát. Az ilyen whiskyben az érlelőhordó előélete hangsúlyozottan megjelenik, tehát az, hogy milyen italt tartottak benne, mielőtt whiskyérlelésre használták volna, illetve nincs két egyforma fa sem. Az érlelés alatti és utáni kóstolás dönti el, érdemes-e az adott hordó tartalmát mint single cask külön piacra dobni.

### Cask strength whisky
A whiskyt lepárlás után kb. 65, majd érlelés után általában 40-46% alkoholtartalmúra hígítják víz hozzáadásával. Kis mennyiségben azonban jó minőségű hordóerősségű, azaz cask strength malátawhiskyt is palackoznak, melyet érlelés után már nem hígítanak.

### Ír malátawhisky
Az ír malátawhisky (single malt Irish whisky) – habár az ír whiskytörvény nem szabályoz alkategóriákat – a skót single malt whisky követelményeit követi. A malátát azonban nagyon ritkán füstölik, és a hagyományos ír árpawhiskyhez (single pot still whisky) hasonlóan általában háromszor párolják. Mivel azonban a single pot still (házasítatlan „kisüsti”) kifejezés nem utal semmiféle alapanyagra, időnként az ír malátawhiskyt is ilyen néven hozzák forgalomba.

## Kevert malátawhisky
A blended malt whisky (régebben vatted malt), vagyis kevert malátawhisky a skót whiskyk esetén különböző lepárlóhelyeken készült malátawhiskyk (single malt whiskyk) keveréke. Tulajdonképpen ha egy skót malátawhisky nem single malt, akkor csak ez a típus lehet. Egyéb országokban címkézik még pure malt (tiszta maláta-) vagy egyszerűen malt whiskyként is. Az amerikai blended malt whisky nem malátawhiskyk keverékét jelenti, hanem olyan kevert whiskyt, ami több, mint felerészt amerikai malátawhiskyből áll.

## Amerikai malátawhisky
Az amerikai malt whisky olyan whiskyt jelöl, amelynek cefréje legalább 51% árpamalátát tartalmazott, és új, belülről kiégetett tölgyfahordókban érlelték. Ha tisztán árpamalátából készült, azt pure malt whisky formában jelölik. Szabályozott amerikai whiskyfajta a rozsmalátawhisky (rye malt whisky) is, amelyre ugyanezek a szabályok vonatkoznak, de árpamaláta helyett rozsmalátával. Emiatt amennyiben a cefre rozs- és árpamalátát egyaránt tartalmaz, a neve attól függ, hogy melyik összetevő aránya éri el az 51%-ot. Ha a malt és rye malt whiskyt utólag kevernék össze akkor azonban csak blended malt vagy blended rye malt whisky lehetne, ami azonban már nemcsak malátawhiskyk keverékét jelentheti. Az amerikai malátawhisky nagyon ritka, ezért szinte mindig 1-1 főzde önálló terméke.
Az utóbbi években sok amerikai mikrofőzde fogott malátawhisky gyártásába. Több, mint 70 ilyen szeszfőzde összefogásával szerveződés alakult az amerikai single malt whisky mint törvényben szabályozott kategória létrehozására. Ehhez olyan szabályozást szorgalmaznak, ami a single malt whisky lényegét az amerikai whiskygyártás hagyományaiba illeszkedően határozza meg. Skót–ír mintára 100% árpamalátából, illetve egy lepárlóüzemben kellene lepárolni, legfeljebb 700 literes tölgyfahordókban, amiknek nem kötelező újaknak vagy kiégetettnek lenniük; viszont – mint a hagyományos amerikai whiskyfajtáknál – nem erőltetnék a kisüsti lepárlást, de a whiskyt tilos lenne 80% alkohol fölé finomítani.